# بيرنيل ويب
بيرنيل ويب (بالنرويجية: Pernille Wibe‏) مواليد 17 أبريل 1988 في أوسلو، هي لاعبة كرة يد نرويجية تلعب كمحور. مثلت منتخب النرويج لكرة اليد للسيدات. حققت المركز الأول في بطولة العالم لكرة اليد للسيدات 2015.

## سجل المنافسة
شاركت في البطولات التالية:
- بطولة العالم لكرة اليد للسيدات 2015
- بطولة أوروبا لكرة اليد للسيدات 2014

## الإنجازات
- بطولة العالم لكرة اليد للسيدات:
  - الفوز: 2015
- بطولة أوروبا لكرة اليد للسيدات:
  - الفوز: 2014
- دوري أبطال أوروبا لكرة اليد للسيدات:
  - النهائي: 2012/2013
  - نصف النهائي: 2011/2012
- كأس التحدي الأوروبية لكرة اليد للسيدات
  - النهائي: 2013/2014

## روابط خارجية
- بيرنيل ويب على موقع الاتحاد الأوروبي لكرة اليد (الإنجليزية)
- بيرنيل ويب على موقع الاتحاد النرويجي لكرة اليد (النرويجية)